# Jeff Bergman
Jeffrey Allen "Jeff" Bergman, född 10 juli 1960 i Philadelphia, Pennsylvania, är en amerikansk skådespelare.